# 児玉郡
- 令制国一覧 > 東海道 > 武蔵国 > 児玉郡
- 日本 > 関東地方 > 埼玉県 > 児玉郡

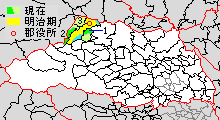
埼玉県児玉郡の範囲（1.美里町 2.神川町 3.上里町 薄緑・水色：後に他郡から編入した区域）

児玉郡（こだまぐん） は、埼玉県（武蔵国）の郡。
人口53,214人、面積109.99km²、人口密度484人/km²。（2025年3月1日、推計人口）
以下の3町を含む。
- 美里町（みさとまち）
- 神川町（かみかわまち）
- 上里町（かみさとまち）

## 郡域
発足時の郡域は、現在の行政区画では概ね以下の区域に相当する。
- 本庄市（小島および小和瀬、滝瀬、宮戸および児玉町秋山、児玉町小平を除く全域）
- 神川町（大字熊野堂、二ノ宮、新宿、池田、中新里、新里、渡瀬、下阿久原、上阿久原）
- 美里町（大字阿那志、根木、沼上、関、下児玉、南十条、北十条、小茂田）

賀美郡、那珂郡統合後の郡域は、上記3町以外では、現在の行政区画では概ね以下の区域に相当する。
- 本庄市（全域）
- 上里町（全域）
- 賀美郡　小島

以下の地域は隣接する郡から当郡に編入されている。なお、熊野堂村は児玉郡→賀美郡→児玉郡という変遷をたどっている。
- 榛沢郡 → 児玉郡 ： 本庄市小和瀬、滝瀬、宮戸
- 秩父郡 → 児玉郡 ： 神川町大字矢

## 歴史

### 近世以降の沿革
- 寛文年間 - 出牛村と加増村が秩父郡金沢村へ合併。[1]
- 「旧高旧領取調帳」に記載されている明治初年時点での支配は以下の通り。●は村内に寺社領が存在。幕府領は木村飛騨守支配所（関東在方掛）、伊奈半左衛門支配所、川田玄蕃支配所が管轄。（2町1宿58村）

| 知行         | 知行                   | 村数     | 村名 |
| ------------ | ---------------------- | -------- | --- |
| 幕府領       | 幕府領（木村）         | 1宿 1村  | 本庄宿、山王堂村 |
| 幕府領       | 旗本領                 | 2町 38村 | 小島村、下野堂村、西富田村、東富田村、北堀村、東五十子村、上仁手村、下仁手村、阿那志村、●栗崎村、小茂田村、田中村、杉山村、上阿久原村、下阿久原村、河内村、稲沢村、元田村、八幡山町、吉田林村、下真下村、熊野堂村、下児玉村、下浅見村、沼上村、蛭川村、四方田村、上真下村、●児玉町、金屋村、●高柳村、宮内村、塩谷村、池田村、●二ノ宮村、新里村、中新里村、保木野村、田端村、入浅見村 |
| 幕府領       | 幕府領（木村）・旗本領 | 3村      | 傍示堂村、南十条村、根木村 |
| 幕府領       | 幕府領（伊奈）・旗本領 | 2村      | 仁手村、新井村 |
| 幕府領       | 幕府領（川田）・旗本領 | 1村      | 北十条村 |
| 藩領         | 上総久留里藩           | 3村      | 太駄村、渡瀬村、新宿村 |
| 幕府領・藩領 | 旗本領・久留里藩       | 6村      | 西五十子村、久々宇村、高関村、今井村、長沖村、飯倉村 |
| 幕府領・藩領 | 旗本領・上野前橋藩     | 4村      | 鵜森村、関村、都島村、沼和田村 |

- 慶応4年
  - 6月17日（1868年8月5日） – 関東在方掛の旧岩鼻陣屋に岩鼻県が設置され、幕府領・旗本領を管轄。
  - 久留里藩の領地替えにより、久々宇村が岩鼻県の管轄となる。
- 明治4年
  - 7月14日（1871年8月29日） - 廃藩置県により、藩領が久留里県、前橋県となる。
  - 11月14日（1871年12月25日） - 第1次府県統合により、全域が入間県の管轄となる。
- 1873年（明治6年）6月15日 - 入間県が群馬県（第1期）と合併して熊谷県となる。
- 1876年（明治9年）8月21日 - 第2次府県統合により、熊谷県が武蔵国の管轄地域を埼玉県に合併して群馬県（第2期）に改称。当郡域は埼玉県の管轄となる。
- 1879年（明治12年）3月17日 - 郡区町村編制法の埼玉県での施行により、行政区画としての児玉郡が発足。郡役所は本庄宿に設置され、賀美郡・那珂郡とともに管轄。

### 町村制以降の沿革

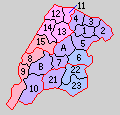
1.本庄町 2.藤田村 3.仁手村 4.旭村 5.北泉村 6.東児玉村 7.児玉町 8.青柳村 9.若泉村 10.本泉村 11.神保原村 12.賀美村 13.七本木村 14.長幡村 15.丹荘村 21.秋平村 22.松久村 23.大沢村 A.共和組合村 B.金屋組合村 （紫：本庄市 青：美里町 赤：上里町 橙：神川町）

- 1889年（明治22年）4月1日 - 町村制施行に伴い、以下の町村が発足。特記以外は現・本庄市。（2町14村）
  - 本庄町（本庄宿が単独町制）
  - 藤田村 ← 傍示堂村、鵜森村および榛沢郡牧西村、小和瀬村、滝瀬村、宮戸村
  - 仁手村 ← 仁手村、上仁手村、下仁手村、久々宇村、田中村
  - 旭村 ← 都島村、小島村、沼和田村、山王堂村、新井村、杉山村、下野堂村
  - 北泉村 ← 北堀村、東五十子村、西五十子村、東富田村、西富田村、四方田村、栗崎村
  - 東児玉村 ← 阿那志村、根木村、沼上村、関村、下児玉村、南十条村、北十条村、小茂田村（現・美里町）
  - 共和村 ← 今井村、蛭川村、高関村、入浅見村、下浅見村、下真下村
  - 上真下村、吉田林村（それぞれ単独村制）
  - 児玉町 ← 児玉町、八幡山町
  - 金屋村 ← 金屋村、長沖村、高柳村、飯倉村、塩谷村、宮内村
  - 保木野村、田端村（それぞれ単独村制）
  - 青柳村 ← 二ノ宮村、新宿村、池田村、中新里村、新里村（現・神川町）
  - 若泉村 ← 渡瀬村 (埼玉県)、下阿久原村、上阿久原村（現・神川町）役場は群馬県鬼石町。
  - 本泉村 ← 河内村、太駄村、元田村、稲沢村
  - 熊野堂村が賀美郡丹荘村の一部となる。
- 1892年（明治25年）9月29日 - 金屋組合村（金屋村・保木野村・田端村）が合併して金屋村が発足。（2町12村）
- 1896年（明治29年）
  - 4月1日 - 児玉郡・賀美郡・那珂郡の区域をもって、改めて児玉郡が発足。下記の村が本郡の所属となる。（2町20村）
    - 旧賀美郡（5村） - 神保原村、賀美村、七本木村、長幡村、丹荘村
    - 旧那珂郡（3村） - 秋平村、松久村、大沢村

  - 8月1日 - 郡制を施行。
- 1900年（明治33年） - 共和組合村（共和村・上真下村・吉田林村）が、上真下村・吉田林村が共和村に編入されることで再編されて共和村が発足。（2町18村）
- 1923年（大正12年）4月1日 - 郡会が廃止。郡役所は存続。
- 1926年（大正15年）7月1日 - 郡役所が廃止。以降は地域区分名称となる。
- 1948年（昭和23年）4月1日 - 秩父郡矢納村の所属郡が当郡に変更。（2町19村）
- 1949年（昭和24年）12月1日 - 若泉村が分村となり、大字渡瀬に渡瀬村、大字下阿久原・上阿久原に阿久原村を設置。（2町20村）
- 1954年（昭和29年）
  - 5月3日（2町16村）
    - 神保原村・賀美村・七本木村・長幡村が合併して上里村が発足。
    - 丹荘村・青柳村が合併して神川村が発足。

  - 7月1日 - 本庄町・藤田村・仁手村・旭村・北泉村が合併して本庄市が発足し、郡より離脱。（1町12村）
  - 9月1日 - 阿久原村・矢納村が合併して神泉村が発足。（1町11村）
  - 10月1日 - 東児玉村・松久村・大沢村が合併して美里村が発足。（1町9村）
- 1955年（昭和30年）3月20日 - 児玉町・金屋村・秋平村・本泉村が合併し、改めて児玉町が発足。（1町6村）
- 1957年（昭和32年）
  - 5月3日 - 渡瀬村が神川村に編入。（1町5村）
  - 7月18日 - 共和村の一部（大字今井）が本庄市、残部が児玉町に分割編入。（1町4村）
- 1971年（昭和46年）11月3日 - 上里村が町制施行して上里町となる。（2町3村）
- 1984年（昭和59年）10月1日 - 美里村が町制施行して美里町となる。（3町2村）
- 1987年（昭和62年）10月1日 - 神川村が町制施行して神川町となる。（4町1村）
- 2006年（平成18年）
  - 1月1日 - 神川町と神泉村が合併し、改めて神川町が発足。（4町）
  - 1月10日 - 児玉町が本庄市に吸収合併され、改めて本庄市が発足、郡より離脱。（3町）

### 変遷表
| 明治22年以前                             | 明治22年以前          | 明治22年4月1日  | 明治22年 - 大正15年   | 昭和1年 - 昭和19年 | 昭和1年 - 昭和19年 | 昭和20年 - 昭和34年           | 昭和20年 - 昭和34年              | 昭和35年 - 昭和64年  | 平成1年 - 現在         | 現在   |
| ---------------------------------------- | --------------------- | --------------- | --------------------- | ------------------ | ------------------ | ----------------------------- | -------------------------------- | -------------------- | ---------------------- | ------ |
|                                          |                       | 本庄町          | 本庄町                | 本庄町             | 本庄町             | 昭和29年7月1日 本庄市         | 昭和29年7月1日 本庄市            | 本庄市               | 平成18年1月10日 本庄市 | 本庄市 |
|                                          |                       | 藤田村          | 藤田村                | 藤田村             | 藤田村             | 昭和29年7月1日 本庄市         | 昭和29年7月1日 本庄市            | 本庄市               | 平成18年1月10日 本庄市 | 本庄市 |
|                                          |                       | 仁手村          | 仁手村                | 仁手村             | 仁手村             | 昭和29年7月1日 本庄市         | 昭和29年7月1日 本庄市            | 本庄市               | 平成18年1月10日 本庄市 | 本庄市 |
|                                          |                       | 旭村            | 旭村                  | 旭村               | 旭村               | 昭和29年7月1日 本庄市         | 昭和29年7月1日 本庄市            | 本庄市               | 平成18年1月10日 本庄市 | 本庄市 |
|                                          |                       | 北泉村          | 北泉村                | 北泉村             | 北泉村             | 昭和29年7月1日 本庄市         | 昭和29年7月1日 本庄市            | 本庄市               | 平成18年1月10日 本庄市 | 本庄市 |
| 今井村                                   | 共和村                | 共和組合村      | 明治33年 共和村       | 共和村             | 共和村             | 共和村                        | 昭和32年7月18日 本庄市に編入     | 本庄市               | 平成18年1月10日 本庄市 | 本庄市 |
| 蛭川村 高関村 入浅見村 下浅見村 下真下村 | 共和村                | 共和組合村      | 明治33年 共和村       | 共和村             | 共和村             | 共和村                        | 昭和32年7月18日 児玉町に編入     | 児玉町               | 平成18年1月10日 本庄市 | 本庄市 |
| 上真下村                                 |                       | 共和組合村      | 明治33年 共和村       | 共和村             | 共和村             | 共和村                        | 昭和32年7月18日 児玉町に編入     | 児玉町               | 平成18年1月10日 本庄市 | 本庄市 |
| 吉田林村                                 |                       | 共和組合村      | 明治33年 共和村       | 共和村             | 共和村             | 共和村                        | 昭和32年7月18日 児玉町に編入     | 児玉町               | 平成18年1月10日 本庄市 | 本庄市 |
|                                          |                       | 児玉町          | 児玉町                | 児玉町             | 児玉町             | 昭和30年3月20日 児玉町        | 昭和30年3月20日 児玉町           | 児玉町               | 平成18年1月10日 本庄市 | 本庄市 |
|                                          |                       | 本泉村          | 本泉村                | 本泉村             | 本泉村             | 昭和30年3月20日 児玉町        | 昭和30年3月20日 児玉町           | 児玉町               | 平成18年1月10日 本庄市 | 本庄市 |
| 金屋村                                   | 金屋村                | 金屋組合村      | 金屋村                | 金屋村             | 金屋村             | 昭和30年3月20日 児玉町        | 昭和30年3月20日 児玉町           | 児玉町               | 平成18年1月10日 本庄市 | 本庄市 |
| 保木野村                                 |                       | 金屋組合村      | 金屋村                | 金屋村             | 金屋村             | 昭和30年3月20日 児玉町        | 昭和30年3月20日 児玉町           | 児玉町               | 平成18年1月10日 本庄市 | 本庄市 |
| 田端村                                   |                       | 金屋組合村      | 金屋村                | 金屋村             | 金屋村             | 昭和30年3月20日 児玉町        | 昭和30年3月20日 児玉町           | 児玉町               | 平成18年1月10日 本庄市 | 本庄市 |
|                                          |                       | 那珂郡 秋平村   | 明治29年4月1日 児玉郡 | 秋平村             | 秋平村             | 昭和30年3月20日 児玉町        | 昭和30年3月20日 児玉町           | 児玉町               | 平成18年1月10日 本庄市 | 本庄市 |
|                                          |                       | 那珂郡 松久村   | 明治29年4月1日 児玉郡 | 松久村             | 松久村             | 昭和29年10月1日 美里村        | 昭和29年10月1日 美里村           | 昭和59年10月1日 町制 | 美里町                 | 美里町 |
|                                          |                       | 那珂郡 大沢村   | 明治29年4月1日 児玉郡 | 大沢村             | 大沢村             | 昭和29年10月1日 美里村        | 昭和29年10月1日 美里村           | 昭和59年10月1日 町制 | 美里町                 | 美里町 |
|                                          |                       | 東児玉村        | 東児玉村              | 東児玉村           | 東児玉村           | 昭和29年10月1日 美里村        | 昭和29年10月1日 美里村           | 昭和59年10月1日 町制 | 美里町                 | 美里町 |
|                                          |                       | 賀美郡 神保原村 | 明治29年4月1日 児玉郡 | 神保原村           | 神保原村           | 昭和29年5月3日 上里村         | 昭和29年5月3日 上里村            | 昭和46年11月3日 町制 | 上里町                 | 上里町 |
|                                          |                       | 賀美郡 賀美村   | 明治29年4月1日 児玉郡 | 賀美村             | 賀美村             | 昭和29年5月3日 上里村         | 昭和29年5月3日 上里村            | 昭和46年11月3日 町制 | 上里町                 | 上里町 |
|                                          |                       | 賀美郡 七本木村 | 明治29年4月1日 児玉郡 | 七本木村           | 七本木村           | 昭和29年5月3日 上里村         | 昭和29年5月3日 上里村            | 昭和46年11月3日 町制 | 上里町                 | 上里町 |
|                                          |                       | 賀美郡 長幡村   | 明治29年4月1日 児玉郡 | 長幡村             | 長幡村             | 昭和29年5月3日 上里村         | 昭和29年5月3日 上里村            | 昭和46年11月3日 町制 | 上里町                 | 上里町 |
|                                          |                       | 賀美郡 丹荘村   | 明治29年4月1日 児玉郡 | 丹荘村             | 丹荘村             | 昭和29年5月3日 神川村         | 昭和29年5月3日 神川村            | 昭和62年10月1日 町制 | 平成18年1月1日 神川町  | 神川町 |
|                                          |                       | 青柳村          | 青柳村                | 青柳村             | 青柳村             | 昭和29年5月3日 神川村         | 昭和29年5月3日 神川村            | 昭和62年10月1日 町制 | 平成18年1月1日 神川町  | 神川町 |
| 渡瀬村                                   | 渡瀬村                | 若泉村          | 若泉村                | 若泉村             | 若泉村             | 昭和24年12月1日 分割 渡瀬村   | 昭和32年5月3日 分割 神川村に編入 | 昭和62年10月1日 町制 | 平成18年1月1日 神川町  | 神川町 |
| 上阿久原村 下阿久原村                    | 上阿久原村 下阿久原村 | 若泉村          | 若泉村                | 若泉村             | 若泉村             | 昭和24年12月1日 分割 阿久原村 | 昭和29年9月1日 神泉村            | 神泉村               | 平成18年1月1日 神川町  | 神川町 |
|                                          |                       | 秩父郡 矢納村   | 秩父郡 矢納村         | 矢納村             | 矢納村             | 昭和23年4月1日 児玉郡         | 昭和29年9月1日 神泉村            | 神泉村               | 平成18年1月1日 神川町  | 神川町 |

## 行政
児玉・加美・那珂郡長
| 代 | 氏名 | 就任年月日                | 退任年月日                | 備考                                       |
| -- | ---- | ------------------------- | ------------------------- | ------------------------------------------ |
| 1  |      | 明治11年（1879年）3月17日 |                           |                                            |
|    |      |                           | 明治29年（1896年）3月31日 | 加美郡・那珂郡との合併により旧・児玉郡廃止 |

児玉郡長
| 代 | 氏名 | 就任年月日               | 退任年月日                | 備考                   |
| -- | ---- | ------------------------ | ------------------------- | ---------------------- |
| 1  |      | 明治29年（1896年）4月1日 |                           |                        |
|    |      |                          | 大正15年（1926年）6月30日 | 郡役所廃止により、廃官 |